# Astragalus brachylobus
Astragalus brachylobus — вид квіткових рослин з родини бобових (Fabaceae).

## Біоморфологічна характеристика
Майже чагарник (35)40–70 см заввишки. Стовбурці біля основи гіллясті, (5)10–30 см заввишки й до 5 мм у товщину, вкриті буро-коричневою, вздовж розтрісканої корою.  Віночок фіолетовий. Боби прямокутні, сидячі, лінійно-довгасті чи довгасті, 11–16 × (3.5)4 мм.

## Умови зростання
Країни зростання: євр. Росія, Казахстан, Крим, Північний Кавказ, Західний Сибір. Росте на крейдах і пісках, рідше в степах; по сухих урвищах.
В Україні росте в Криму.